# هوارد ماثر بيرنهام
هوارد ماثر بيرنهام (بالإنجليزية: Howard Mather Burnham)‏ هو عسكري أمريكي، ولد في 17 مارس 1842 في لونغميدو في الولايات المتحدة، وتوفي في 19 سبتمبر 1863 في تشيكاماوغا في الولايات المتحدة.